# Olympia (Austra)
Olympia è il secondo album in studio del gruppo musicale synth pop canadese Austra, pubblicato nel 2013.

## Il disco
Il disco è stato registrato in diversi studi tra Toronto, Montréal, Chicago e Benton Harbor.
Alle registrazioni hanno partecipato il cantante Damian Taylor, le cantanti Sari e Romy Lightman dei Tasseomancy, il produttore Mike Haliechuk e il curatore del missaggio Tom Elmhirst.
I singoli Home e Painful Like sono stati diffusi rispettivamente nel marzo e nel maggio 2013.
Il disco ha ricevuto la candidatura al Polaris Music Prize 2014.

## Tracce
Testi e musiche degli Austra.
1. What We Done? – 5:00
2. Forgive Me – 3:20
3. Painful Like – 3:59
4. Sleep – 4:32
5. Home – 4:15
6. Fire – 4:42
7. I Don't Care (I'm a Man) – 1:11
8. We Become – 4:22
9. Reconcile – 3:31
10. Annie (Oh Muse, You) – 3:47
11. You Changed My Life – 3:11
12. Hurt Me Now – 3:54

## Formazione
- Katie Stelmanis - voce, piano, flauto dolce, sintetizzatore
- Maya Postepski - batteria, tastiere, marimba, organo, percussioni
- Dorian Wolf - basso, sintetizzatore